# 庞大集团
庞大汽贸集团股份有限公司（上交所除牌前：601258，简称：*ST庞大），简称庞大汽贸集团或庞大集团，是中华人民共和国一家从事汽车销售的企业集团，总部位于河北省唐山市滦州市。公司的前身为滦县物资局机电设备公司，1999年改制为股份制公司。其创始人为庞庆华，曾长期担任公司董事长兼总经理职务。
庞大集团曾是中国大陆规模最大的汽车销售集团，鼎盛时期共拥有1429个销售网点。2017年，该公司爆发经营危机，至2019年被法院破产重整。但在完成重整程序后，其经营问题仍存。2023年5月，庞大集团股票被上交所作出终止上市的决定。

## 历史

### 初创
庞大集团的创始人为庞庆华，1983年在滦县物资局机电设备公司工作，此后庞庆华在唐山市物资领域担任不同的领导职务。滦县物资局机电设备公司为庞大集团的前身，1983年（一说1987年）即开始涉足汽车销售。
1992年，庞庆华提出了“五千辆车、五百万利润、五亿元销售额”的三“五”口号，亦是最早以4S店形式代理销售一汽大众捷达的企业，1995年获得捷达销量全国第二。同年，滦县机电设备公司通过自有资金开展购车分期付款业务，当时的首付比例为50%，贷款期限为一年，由于自有资金有限，因此这项业务时断时续。直至1999年9月与中国银行唐山分行达成合作，利用银行资金为客户购车提供贷款业务。这一模式被业界称为“冀东模式”。尽管如此，随着汽车贷款业务扩大，担保资金量需求也在增大，庞大集团风险程度也在增加。

### 巅峰发展
1999年，在国企改革中，滦县机电设备公司改制为股份制企业。当时庞庆华作为总经理出资30万元，仅占10%的股份。在这一时期冀东机电扩大经销网络，形成60多家经销店的规模。庞庆华在回忆发迹史时称，该时期冀东物贸基本上控制了河北汽车经销市场。与此同时，该公司以“冀东文化”的企业精神、严格的管理制度取得初步成功，具备核心竞争力。
2004年，冀东机电获得了斯巴鲁在中国北方8个省份的代理权，当年实现总销售收入98.9亿元，税前利润1.5亿元，由此逐步成长为全国性的汽车零售商。
2005年，原控股股东冀东物贸将其下属汽车经销类公司的股权转让予冀东机电，冀东机电将非汽车经销类公司的股权转让予冀东物贸。
2007年，冀东机电改制为股份有限公司，并更名为庞大集团。当年庞大集团销售汽车20多万辆，完成销售收入200亿元，税后利润5亿元，跻身中国500强企业第238位，有14个品牌全国销量第一；2008年以538亿元营业额位居中国大陆汽车经销商百强榜首位，有18个品牌全国销量第一。
2009年4月23日，由庞大集团出资，位于北京市亦庄的中冀斯巴鲁大厦正式启用，这是中国大陆首家由汽车经销商出资建设并以代理品牌命名的综合型大厦。当天，富士重工业株式会社取缔役兼专务执行役员长门正贡宣布加深与庞大集团合作。彼时庞大集团成为斯巴鲁品牌在中国大陆19个省的总代理，占据斯巴鲁在中国大陆超过半数的销售额。
2011年4月28日，庞大集团在上交所上市，成为中国大陆首个发行A股上市交易的汽车经销商集团。上市当年，庞大集团当时的市值高达471亿元，并于同年获得“中国汽车销售服务十大企业集团”第一名。庞大集团市值曾一度超过630亿元，是全球市值最高的汽车经销商集团。截至2011年6月，庞大集团在中国大陆28个省、市、自治区及蒙古国新增了410家汽车经营网点，在原有规模上增长了59%；2012年，其布设的经营网点达到1429个，其中一半以上是4S店。该公司主要通过购地自建店面，较租赁土地相比资金投入极大。庞大集团一般选择二三线城市的城乡结合带购置大片的土地资源，然后再开始建店。庞庆华解释称，之所以主要采用购地形式，主要原因是租地建店涉及落户难以及核销利润的问题。然而庞大所引入的大多是中低端汽车品牌，市场培育期较长，盈利能力较差。由于规划性较差，导致大量土地和店面闲置，资产利用率和效益低下。2010年到2013年左右，庞大在全国多个省市拥有土地共计约1334万平方米。在经销网点不断扩大的同时，庞大还竭力扩展自己的业务线，一度计划进军汽车制造业。
2011年7月，庞大集团发布公告称，计划收购世爵汽车、萨博汽车、青年莲花（青年汽车关联企业）的股权，目的是取得萨博在中国大陆的进口车代理权。2011年12月19日，萨博汽车向瑞典地方法院申请破产，庞大集团也因此终止相关交易，受此影响损失3亿元人民币。
2013年1月17日，庞大集团与日本富士重工业签订合同，原富士重工独资斯巴鲁中国变更为中外合资企业，其中庞大集团出资40%，富士重工出资60%。新合资公司于当年7月开始运营，同年10月1日起全面管理斯巴鲁在中国大陆的所有经销店，统一管理制度。庞大集团成为中国大陆第一家与整车厂家建立合资销售公司的经销商集团。
至2017年，庞大集团新车销售48.17万辆，营业收入704.8亿元。

### 经营危机
2017年4月28日，中国证监会向庞大集团发出《调查通知书》，称庞大集团因涉嫌违反证券法律法规，中国证监会决定对该公司进行立案调查。按照董事长庞庆华的说法，因2015年公司与国信证券签订的员工持股股权收益互换协议存在信披不实情况，因此证监会对公司展开调查。这一事件成为了庞大由盛转衰的转折点，导致庞大集团融资成本上涨，成为资金危机的导火索。有投资者表示，庞大集团在4月28日收到证监会的立案调查书，但当晚仅公布一季度业绩，直到5月2日收盘以后才公布被调查消息，认为推迟公告是“给内幕知情人资金出逃的时间”。这也令当日买入庞大股票的投资者十分气愤。
由于公司的资金链出现问题，2017年5月4日，庞大集团向冀东丰公司借款1700万元，期限为一年。直至2018年5月未能如期清偿贷款。
2018年5月16日，庞大集团收到中国证监会的《行政处罚事先告知书》。根据告知书，经中国证监会调查并确认，庞大集团存在未如实披露权益变动情况、未按规定披露关联交易，以及未披露自身涉嫌犯罪被司法机关调查的违法事实。中国证监会决定对庞庆华给予警告，并处以90万元的罚款；对庞大集团给予警告，并处以60万元的罚款；另外其他两名责任人员也被处以警告和罚款。翌年5月20日，上交所作出纪律处分决定，对庞大集团及庞庆华，时任董事兼副总经理武成予以公开谴责；公开认定时任董事长庞庆华3年内不适宜担任上市公司董事、监事、高级管理人员；对时任董事会秘书刘中英予以通报批评。
2018年6月，庞大集团爆发资金危机。在2018年半年报中，庞大集团称“2018年上半年，被中国证监会调查事件给公司的经营带来的负面影响持续发酵，叠加2018年度的整体资金环境偏紧等因素，公司的融资困难、资金紧张问题进一步凸显，继而严重影响并制约了公司的正常经营”。由于缺少资金采购车辆、销售任务无法完成、厂家返利等政策难以兑现，加上中国汽车市场遭遇了首次负增长，令庞大集团陷入了严重的经营危机。当年，庞大集团因买卖合同纠纷、融资租赁合同纠纷、借款合同纠纷等原因，累计24次成为被告，涉及金额近9亿元，有8名高管因此事而离任。该公司又因拖欠海通恒信9982.5万元融资款项，后者向上海金融法院申请财产保全，上海金融法院冻结了庞庆华在庞大集团全部股权，期限为三年。为了解决资金紧张问题，庞大集团将贡献集团50%的利润的奔驰、雷克萨斯、广汽丰田等品牌19家4S店打包出售，获得26.66亿元现金。与此同时，庞大集团还积极清减盈利性差的4S店，调整后的经销网点由2017年末的1035家缩减到806家，最终保留约360家可以持续盈利的4S店。另外庞大集团计划出售多家奔驰经销商股权，但因资金缺口问题，短期内靠变卖资产难以填补，只能寻求河北当地、金融机构以及厂家的支持。
2018年9月，河北省、唐山市以及银保监会、证监会就庞大集团的债务问题召开会议，并组成金融债委会，要求各债权人不得单独对庞大集团采取诉讼或查封、扣押、冻结资产等措施，尽快恢复授信敞口，落实融资方案，做到“不停贷、不断贷，执行两年缓冲期和停止罚息”。
2019年1月，由于长达半年时间没有采购新车等原因，上汽通用五菱解除了与庞大集团的合作关系。庞大集团旗下经销商的进车、银行融资供应链全部中断，全年业务基本全部处于停滞状态。

### 破产重整
2019年5月13日，庞大集团发布公告称，公司收到冀东丰公司送达的《告知函》。冀东丰公司在《告知函》中称，鉴于公司无法清偿其到期1700万元债务，已于2019年5月13日以公司不能清偿到期债务且有明显丧失清偿能力可能为由，向法院提出对公司进行重整的申请。同年6月，庞庆华在接受媒体采访时称，庞大集团于5月17日提交了破产重组的申请，具体方案是“债转股”。6月20日，创始人庞庆华辞任董事长、董事会战略委员会主任委员兼总经理职务，仅保留党委书记职务。庞大集团内部人士表示这是需要遵守上交所纪律处分决定的要求，因此必须作出辞任决定。
2019年9月5日，河北省唐山市中级人民法院作出裁定，受理冀东丰公司对庞大集团的重整申请，并指定庞大集团清算组担任庞大集团管理人。该公司股票于9月6日开市起停牌一天，9月9日复牌并实施退市风险警示，股票简称变更为“*ST庞大”。9月15日，管理人确定元维资产、深商集团和国民运力组成联合体，作为庞大集团重整的意向投资人。
2019年10月14日，庞大集团董事会决定选举马骧为新一任董事长，直至翌年7月10日辞任。
2019年11月，重整投资人及庞大集团向上交所递交了《庞大2020~2022发展规划》。根据规划方案，2020年，庞大要开发新客户，稳定老客户，计划销售车辆20.25万辆；2021年，将继续拓宽销售渠道，加强与国内和国际厂商的合作关系，利用公司网点数量和网点分布的优势，计划销售车辆30.37万辆；2022年计划销售车辆45.56万辆。不过庞大集团2020年、2021年实际业绩并未达到上述规划预期，分别仅为14.10万辆和14.14万辆。
2019年12月9日，庞大集团第二次债权人会议和出资人组会议分别表决通过了重整计划草案。同日，唐山中院作出《民事裁定书》，裁定批准庞大集团重整计划，并终止公司重整程序。根据《重整计划》，深商控股、元维资产、国民运力作为重整投资人承诺出让庞大集团股份。
2019年12月30日，经唐山中院民事裁定，确认庞大集团重整计划执行完毕。重整计划结束后，2020年1月15日，庞大集团股票撤销退市风险警示并实施其他风险警示，公司股票简称由“*ST庞大”变更为“ST庞大”。
2020年7月21日，庞大集团董事会决定，选举深商集团总裁黄继宏为董事长，黄继宏也成为上市公司实际控制人。
2020年11月，经上交所调查，庞大集团重整投资人在承诺增持期间增持金额严重低于增持承诺，甚至在增持计划延期期间一股未增，实际增持情况与其前期披露的增持计划及延期增持计划存在重大不一致的情形，违反《股票上市规则》规定。上交所对庞大集团重整投资人予以通报批评。而原控股股东及原实际控制人庞庆华在重整过程中存在重整相关信息披露不及时、不准确的违规行为，上交所对庞庆华予以通报批评。

### 再陷危机
2021年4月6日，庞大集团全资子公司中冀兴旺拟将持有的中冀乐业股权转让予宝利嘉普，交易完成后，预计给公司带来约4.97亿元的收益。据第一财经获取的一份材料显示，中冀乐业已于2021年3月25日遭北京市第二中级人民法院查封。3月30日，审计机构完成了庞大集团的审计报告，在出具的针对中冀乐业的财务报表审计报告中，该审计机构并未就“中冀乐业已被查封”给出任何警示。
2022年6月，庞大集团发布公告，向天津中原星投资转让其持有的沧州庞大100%的股权，转让价款用于抵偿公司旗下子公司与受让方之关联方北星（天津）汽车有限公司的借款。本次交易预计给公司带来的收益约为1.95亿元。
2022年9月2日，庞大集团发布公告，称公司收到北京市第三中级人民法院通知，国开证券与庞庆华、冀东物贸等民事执行一案，北京市第三中级人民法院将对庞庆华持有的庞大集团股票2.5322亿股进行处置。第一次网络司法拍卖将于9月26日到27日在淘宝网进行。庞庆华的2.53亿股被拆分成了5个标的物进行拍卖，每个标的物为5000万股左右，起拍价在6000万元左右。9月28日，该公司公布第一次网络司法拍卖结果，其中有2个标的物，总计1亿股竞拍成功。剩余3个标的物安排于10月26日到27日进行拍卖，均由长春市友何投资有限公司竞得。
与此同时，原控股股东庞庆华手握的庞大集团股权既未完成解押，也未划转让渡给重整方。由于重整方当初的相关承诺迟迟未兑现，庞庆华已向法院提起诉讼。庞大集团的股价也因此停滞不前，而重整方此前承诺2020年-2022年经营发展以及业绩的规划也难以实现。
2023年5月20日，庞大集团公告称，收到上交所向公司下发的关于收到信访投诉有关事项的监管工作函。该监管工作函显示，有投资者投诉称，公司及控股股东、实际控制人存在掏空上市公司现金和资产、利用退市逃避重整业绩承诺、上市公司虚假回购等违规事项。举报人称，公司董事会审议关于公司向实控人黄继宏控制的众泰汽车采购整车及零部件的总额不超过10亿元，涉嫌控股股东利益侵占。此外，其还举报公司控股股东存在涉嫌逃避35亿元重整业绩补偿义务的情形。
2023年5月24日，庞大集团收到上交所上市公司管理二部下发的《关于拟终止庞大汽贸集团股份有限公司股票上市的事先告知书》。告知书称，鉴于庞大集团股票已连续20个交易日的每日股票收盘价均低于人民币1元，已经触及终止上市条件，上交所依据相关规定对庞大集团股票作出终止上市的决定。5月25日起，庞大集团股票停牌。5月26日，庞大集团再发公告称，因公司涉嫌信息披露违法违规，中国证监会决定对公司立案。

## 业务
截至2022年，庞大集团拥有267家经销门店，其中中高端及合资品牌4S店244家，覆盖中国大陆25个一级行政区，其中京津冀地区销售门店占比近50%，代理销售品牌包括奔驰、奥迪、大众、丰田、本田等乘用车品牌，哪吒、广汽埃安等新能源车及商用车品牌。与此同时，该公司同时为斯巴鲁中国的参股股东，管理斯巴鲁在中国大陆的所有经销店；全资持有的中冀斯巴鲁作为斯巴鲁在中国大陆除华东、华南地区外其他地方的总代理。除外，公司还开展包括汽车维修、保险、金融、二手车等衍生业务。
鼎盛时期庞大集团的业务构成称之为“三驾马车”，初期是商用车、乘用车、微面各占三分之一，此后由于市场发展变化演变为进口车、商用车、乘用车各占三分之一，此外还包括农用车及工程机械。庞庆华也以“掐两头舍中间”，“春天货车，秋天轿车”的谚语总结业务布局。

### 消费信贷业务
1995年，原滦县机电通过自有资金开展购车分期付款业务。1999年9月，公司与中国银行唐山分行（后为河北省分行）达成合作，以“银企合作、互惠双赢”的宗旨，利用银行资金为客户购车提供贷款业务，这一模式被业界称为“冀东模式”。其本质是由经销商来控制购车用户的贷款风险，由经销商帮助用户申请贷款、帮助用户办理选车上牌照手续、帮助银行收缴贷款本息、为客户全程担保。早期中国银行发放的汽车消费贷款中，70%以上是以“冀东模式”发放的。庞大集团此后还与交通银行、中国农业银行、北京农商银行开展合作，与一汽财务、东风财务以及菲亚特金融、戴姆勒金融进行汽车消费信贷合作，业务覆盖范围扩大至河北、内蒙古等北方8省市。截至2009年，庞大集团为24万客户办理了300亿元风险为零的贷款。
根据庞大集团的介绍，客户申请“冀东模式”汽车消费贷款，首先会对借款人的资信状况进行调查核实并评分，根据评分结果决定是否向银行推荐该客户和是否为其办理消费信贷担保。经销商完成批核后，公司、客户及客户担保人签订购车信贷买卖合同，并转交给合作银行，之后合作银行会对客户资料进行核实，批核后与客户签订贷款合同，公司成为其连带责任保证担保人，协助该客户办理申请牌照、购买保险及报税等事宜。之后，客户将办理机动车登记证抵押手续，将汽车抵押给银行，公司相应保留相关文件的复印件，纳入客户档案。当银行将贷款转账到公司后，客户即可提取车辆，并根据预先约定的还款安排向公司或银行还款。当客户偿清所有欠付的购车贷款后，公司会解除客户的汽车抵押。
而为了严控自身的风险，庞大集团建立了风险防控措施，即是由风险预警、风险控制、风险化解三大部分组成的六级风险防范体系，其中风险预警系统包括用户信用评价机制和有责任追究制，风险控制系统包括包括客户经理制度和GPS移动目标监控系统，风险化解系统包括法律手段维权制度（与“公检法”联合催缴贷款、二手车变现）和坏账准备计提制度。在GPS定位系统方面，庞大集团为客户贷款的卡车上安装GPS定位系统，可实时监控车辆位置，降低盗抢险的开支和减少恶意逃贷事件的发生。该设备由公司旗下启明电子生产，每年可生产10万套设备。截至2008年，庞大集团为此先后投入超过了7000万元。庞庆华通过这种方式，把庞大集团的汽车消费信贷不良贷款率从2004年的0.13%下降至小于0.06%。

### 企业文化与员工管理
庞大集团的企业文化被称为“冀东文化”，该公司的大部分员工来自于滦县，庞庆华亲切地称他们为“子弟兵”。该公司在员工层面实行严苛的管理制度，如要求员工每两星期回家一次，时间不超过48小时；上下班时间不固定、加班必须随叫随到等。早在1995年，庞庆华曾给公司科级干部以上每人发一本《西游记》。
此外，庞庆华还重视人才的培养，2004年时集团将70人送到复旦大学、清华大学就读EMBA和MBA，普通员工也可到唐山市二十九中进行专门培训，包括一到三年的短长期培训。庞庆华还曾提出要培养1000个百万元以上的富翁和100个千万元以上的富翁的目标。

## 荣誉
庞大集团曾位列“2010中国企业500强”第181名及“2010中国服务业企业500强”第63名，也曾为“中国汽车销售服务十大企业集团”第一名。曾先后获得“十佳营销集团”、“全国质量•服务诚信示范企业”、“全国优秀汽车经销商”等荣誉称号。

## 争议事件

### 违法占地及用地事件
据《东方早报》报道，有说法称庞大集团的土地储备面积达两万亩，价值50亿元。根据庞大集团招股书披露，截至招股意向书签署之日，庞大集团及子公司共拥有154宗国有土地出让的土地使用权，面积总计为370万平方米。其中有20宗、面积总计28.6万平方米的土地实际用途与《国有土地使用证》上记载的用途不符。
2012年7月，据报道，庞大汽贸张家口分公司直接绕开土地招拍挂程序兴建汽车销售网点。根据宣化县相关征地规划，沙岭子商贸物流城征用土地为集体土地。另根据宣化县沙岭子镇人民政府向古向月下发的征地拆迁裁定申请书，2010年7月20日，对处于征收土地范围内的房屋进行拆迁。报道称，土地是村委会直接找农民谈的，征地是以庞大二期工程的名义。不过村民代表从未见过征地的手续和公告。
2012年11月，原中华人民共和国国土资源部公布5起“土地违法”案例，其中包括庞大集团违法占地案。根据通报，2011年5月，庞大集团在唐山市古冶区西外环路东侧、205国道北侧违法占用耕地220.9亩，兴建唐山市古冶汽车文化广场。唐山市国土资源局古冶分局下达《责令停止违法行为通知书》，立案查处此案，并先后两次作出行政处罚，责令退还耕地、没收违法建筑物，处罚款147.26万元。至2012年9月罚款全部缴清，同时古冶区收费管理局对6万平方米的违法建筑进行了没收。另外唐山市国土资源局古冶分局将案件移交至公安、纪检和法院等部门，古冶区公安分局已予立案；2011年9月，古冶区纪检监察机关对习家套乡相关官员予以不同程度的党纪处分。对此，庞大集团董事长庞庆华表示，否认违法占地的事实，认为“实际上有100多亩地的指标，我们周边建完了，当中的地是停放汽车的。周边是4S店，卡车的停车场很大。四边的部分我们是有手续的，停车的部分是没有手续的。有关部门认为没有种地就是占用耕地，算违规。我们罚款已经交完了，就开始在补手续，处理完了”。

### 涉嫌合同欺诈
从2010年上半年开始，中国保护消费者基金会打假工作委员会投诉举报办公室陆续接到全国各地车主投诉庞大集团，主要反映庞大乐业涉嫌以空白合同诱骗车主签字，以及车辆质量差、提供假车牌、缴纳保险无法理赔等问题，已接到数百个车主的投诉。报道称，车主范忠典在签订银行合同时，发现合同除规范文本以外的所有空白处均未填写任何内容，银行工作人员表示合同是正规的，若不签名将拒绝受理贷款。2011年，范忠典一行人分两批从庞大集团购买了88台豪沃336自卸车，然而在交了968万元首付，支付14个月总计1484万元的“银行贷款”，直到2012年10月车辆被扣后才发现，范忠典仅是车辆的承租人，而收到法院传票后才发现庞大集团旗下子公司庞大乐业才是车辆的合法所有人。而其他的维权车主经历都与范忠典相似，均表示收到过空白合同，银行工作人员均要求车主签字按手印，若执意查看合同文本将被拒贷。且车主在收到问题车辆，出现不能上牌运营、逾期未还款、被强扣车辆时，才得知当初签订的合同中有一份《融资租赁合同》和《补充协议》。庞大集团董秘表示，出现这一问题的原因是公司业务繁忙，经常是客户求着销售方，所以一些销售人员工作没做到位。
另外在2009年4月，有六人利用庞大集团提供的分期付款服务，购买了豪沃自卸车，上路后随即被交警查扣，被告知这些车辆属于国家明令禁止销售的国二车。早在2007年，国家环保总局明文规定，自2008年7月1日起停止生产销售和注册登记国二标准车辆。随后不久，六人已无法如期负担剩余车贷。2010年12月，庞大集团将七辆车全部扣押，并起诉六名无力还款的购车人。2011年3月，中国保护消费者基金会介入调查此纠纷时，庞大集团解释称“这些用户当初同意并认可愿意购买这些积压的国二车辆，即这些用户知道花40多万元买的重汽豪沃车辆不能上牌、不能上路运输，还是愿意购买，并愿意承担一切后果”。随后，庞大集团出示了一份六人分别签字的《补充协议》，这份协议表明庞大集团在他们买车之前，告知所购车不能上牌。庞大集团董秘表示，截至2008年7月1日，庞大集团确实尚库存近2000辆国二车，已全部卖出，但在销售时明确告知客户不能上牌，只能在矿山等封闭的区域作业。
而在2011年8月，多名车主表示其在庞大集团处购买的车辆出现质量问题，涉嫌销售假冒产品。有前往锡林浩特矿山工作的河北沧州车主表示，由于车辆无法正常作业，庞大集团借修车之名，于2011年12月将100辆车全部扣留，并向车主提起民事诉讼。后经沧州市政府出面与庞大集团协调，22名车主补交所欠贷款后，庞大集团才答应修车和放车。由于车辆被扣时间过长，修理之后仍不能正常使用，工程发包方与他们解除了施工合同。
中国保护消费者基金会打假委投诉举报办公室主任贾宁表示，庞大乐业主要通过融资租赁的方式来销售国二车，目的是规避国二车辆禁售令的规定，让庞大乐业先购买车辆，再欺骗用户租车，通过以租代售的形式规避直接销售国二车带来的处罚风险。但庞大集团董秘认为“客户遇到的问题跟经济不景气有关”。庞庆华在2012年8月召开的说明会上表示，融资租赁协议“不存在欺诈问题”。
根据庞大集团董秘的说法，2011年前，滦县法院每年判决与庞大集团相关的合同纠纷案件有几百起，但2011年以后骤然增多。据一名车主引述滦县法院工作人员的说法，每年车主与庞大集团的类似纠纷有1000多起，但无一车主胜诉的案例。也有一些车主选择到相关部门反映情况，但依然无果。有车主被庞大集团扣车、起诉后，选择逃离家乡到外地打工、躲债，更有一些家庭妻离子散、家破人亡。